# Бали-Барат
Ба́ли-Ба́рат (индон. Bali Barat, дословно — «западный Бали») — национальный парк в западной оконечности индонезийского острова Бали. Включает в себя территорию суши площадью 155 км² и 34 км² акватории пролива Бали, изобилующую коралловыми рифами; также включает остров Менджанган.
Растительность относится к экваториальной саванне с лиственными лесами. Горный хребет, вытянутый с запада на восток, отделяет более влажную южную часть парка от засушливой северной. В прибрежной зоне преобладают мангровые леса.
Животный мир разнообразен, около 200 видов: олени, чёрные обезьяны, летучие лисицы, кабаны, макаки, белки, змеи, морские черепахи, балийские скворцы, рифовые цапли, индийские кукушки.
На территории парка развито туристическое обслуживание, в том числе, подводное плавание и треккинг. Однако, 90 % территории закрыты для посещения.
Через парк проходит шоссе Гилиманук-Сингараджа.